# 室女王
室女王（むろじょおう/むろのおおきみ、生年不明 - 天平宝字3年11月11日（759年12月4日））は、奈良時代の日本の皇族。舎人親王の皇女で、淳仁天皇の姉。位階は四品。室内親王とも呼ばれる。

## 生涯
弟の大炊王（淳仁天皇）の天皇即位にともない、天平宝字3年（759年）6月、その兄弟姉妹が親王宣下されることになり、妹の飛鳥田女王とともに四品・内親王とされた。同年11月、内親王のまま薨去。
没後の天平宝字6年（762年）9月の造法花寺作院所解によると、内親王宮に銅工が召されている。
その後、淳仁の廃位により、他の舎人親王系皇族同様、内親王の称号と位階を剥奪されたと想定される。

## 官歴
『続日本紀』による
- 時期不詳：従四位下
- 天平宝字3年（759年）6月16日：内親王宣下・四品。11月11日：薨去
- 時期不詳：内親王号剥奪